# Franciszek Karwowski
Franciszek Karwowski (ur. 10 października 1895 w Mroczkach koło Łomży, zm. 12 kwietnia 2005 w Kętrzynie) – porucznik Wojska Polskiego. W chwili śmierci w wieku 109 lat i 184 dni był najstarszym mieszkańcem Polski.
W sierpniu 1914 zgłosił się ochotniczo do Legionów, służył w 5 pułku piechoty. Po ukończeniu szkoły wojskowej w 1915 został awansowany na kaprala-zwiadowcę. Należał do Polskiej Organizacji Wojskowej. Po odzyskaniu przez Polskę niepodległości w listopadzie 1918 przeniesiono go do 10 pułku Ułanów Litewskich w Białymstoku; w 1919 awansowany na plutonowego. Walczył na froncie wojny z Rosją, został odznaczony Krzyżem Walecznych. Przeniesiony został do rezerwy w 1923.
W lutym 1940 wraz z rodziną został wywieziony do Kazachstanu; stracił tam osoby z najbliższej rodziny, zmarły m.in. jego matka i żona. Od 1943 służył w 1 Dywizji Piechoty im. Tadeusza Kościuszki, a następnie w 1 Warszawskiej Brygadzie Pancernej im. Bohaterów Westerplatte. Przeszedł szlak bojowy armii Berlinga od Lenino do Berlina, m.in. brał udział w wyzwalaniu Warszawy w styczniu 1945. Po wojnie uczestniczył w odbudowie Warszawy. Został zdemobilizowany w 1946 i otrzymał gospodarstwo rolne w Nakomiadach pod Kętrzynem, gdzie spędził resztę życia.
Pod koniec długiego życia doczekał się wielu zaszczytów. Został odznaczony m.in. Krzyżem Kawalerskim Orderu Odrodzenia Polski, Krzyżem za udział w Wojnie 1918-1921, Medal za Warszawę 1939–1945, Medal za udział w walkach o Berlin, Krzyż Bitwy pod Lenino. W lipcu 2003 awansowano go na stopień porucznika, otrzymał jednocześnie pamiątkową szablę od prezydenta Aleksandra Kwaśniewskiego; pośmiertnie został mianowany na stopień kapitana. W tym samym roku nadano mu honorowe obywatelstwo gminy Kętrzyn.
Trzykrotnie żonaty, miał ośmioro dzieci. Pochowany został w Rozogach koło Szczytna.